# Alfersteg
Alfersteg ist ein Dorf in der Deutschsprachigen Gemeinschaft in Belgien und Ortsteil der Stadtgemeinde Sankt Vith. Der Ort zählt 28 Einwohner (Stand 31. Dezember 2023).
Alfersteg liegt rund acht Kilometer östlich der Kernstadt Sankt Vith und ist nur rund 500 Meter von der belgisch-deutschen Staatsgrenze entfernt. Das Dorf liegt beiderseits der Our im Ourgrund, einem Abschnitt des Ourtals. Zusammen mit den anderen fünf Dörfern des Ourgrundes gehört es zur Pfarre Mackenbach. In Alfersteg quert der historische Verbindungsweg zwischen Sankt Vith und Bleialf die Our.
Umgangssprachlich wird die Gegend von Alfersteg auch Bärenschweiz genannt. Deshalb befindet sich inmitten des Ortes, nahe der Ourbrücke, ein kleines Denkmal mit einer Bärenstatue.

## Geschichte
Bis 1795 gehörte Alfersteg zum Hof von Thommen. Vom Beginn des 19. Jahrhunderts bis ins Jahr 1976 war Alfersteg verwaltungsmäßig zweigeteilt: Der Teil des Ortes östlich der Our gehörte zur Altgemeinde Schönberg; der Teil westlich der Our wurde von der Gemeinde Lommersweiler verwaltet. Mit der belgischen Gemeindereform 1977 gingen beide Gemeinden in der neuen Großgemeinde Sankt Vith auf.